# Omloop van het Waasland
L'Omloop van het Waasland è una corsa in linea di ciclismo su strada maschile che si svolge tra le città di Sint-Niklaas e Kemzeke, in Belgio, ogni anno nel mese di marzo. Dal 2005 al 2015 fece parte del circuito continentale UCI Europe Tour come evento di classe 1.2.
Fra le varie edizioni è da ricordare quella del 1978 in quanto fu l'ultima gara ufficiale corsa da Eddy Merckx.

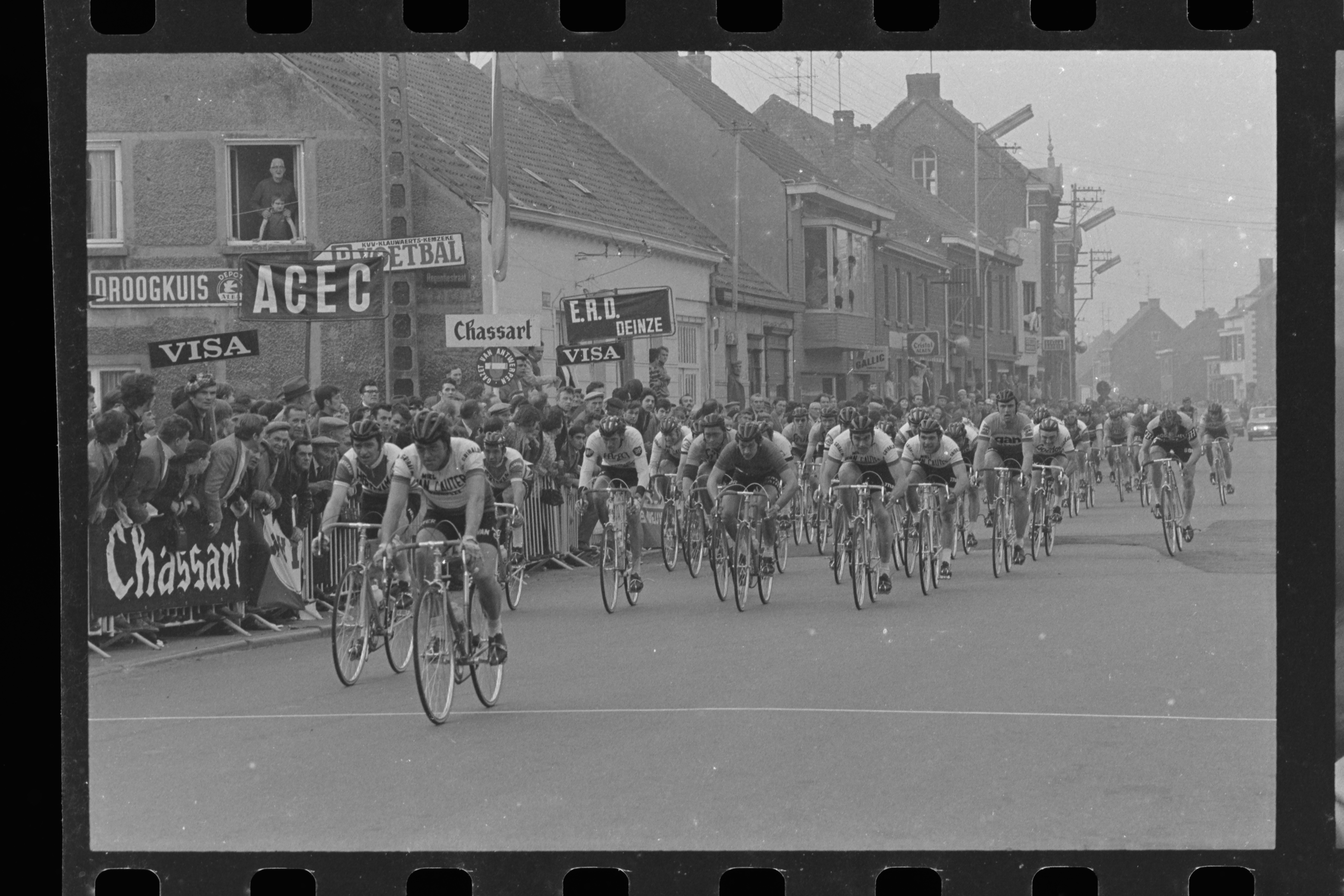
Arrivo della corsa a Waasland, Kemzeke, 1972

## Albo d'oro
Aggiornato all'edizione 2025.
| Anno    | Vincitore              | Secondo                | Terzo                  |
| ------- | ---------------------- | ---------------------- | ---------------------- |
| 1965    | Marinus Van Ginneken   | Willy Vanden Berghen   | Jo de Haan             |
| 1966    | Rik Wouters            | Frans Melckenbeeck     | Julien Haelterman      |
| 1967    | Martin Van Den Bossche | Roger Blockx           | Bruno Janssens         |
| 1968    | Jozef Boons            | Etienne Buysse         | Hugo Hellemans         |
| 1969    | Jean-Claude Genty      | Julien Delocht         | Eric De Vlaeminck      |
| 1970    | Etienne Antheunis      | Ronny Van de Vijver    | Daniel Vanryckeghem    |
| 1971    | Walter Planckaert      | Fernand Hermie         | Eddy Goossens          |
| 1972    | Luc Van Goidsenhoven   | Daniel Verplancke      | André Doyen            |
| 1973    | Gerben Karstens        | Jean-Claude Meunier    | Gustave Van Gossum     |
| 1974    | Tino Tabak             | Gerrie Knetemann       | José De Cauwer         |
| 1975    | Serge Vandaele         | Eddy Verstraeten       | René Dillen            |
| 1976    | Eddy Verstraeten       | André Doyen            | Jean Vanderstappen     |
| 1977    | Marc Renier            | Marc Meernhout         | Herman Vrijders        |
| 1978    | Frans Van Looy         | Walter Planckaert      | Eric Van de Wiele      |
| 1979    | Johnny De Nul          | Leo Van Thielen        | William Tackaert       |
| 1980    | Willem Peeters         | Emiel Gijsemans        | Carlos Cuyle           |
| 1981    | Patrick Versluys       | Willy Teirlinck        | Jos Van De Poel        |
| 1982    | Johnny De Nul          | Walter Schoonjans      | Jan Bogaert            |
| 1983    | Alain Van Hoornweder   | Hans Langerijs         | Benjamin Vermeulen     |
| 1984    | Yvan Lamote            | William Tackaert       | Joachim Schlaphoff     |
| 1985    | William Tackaert       | Dirk Heirweg           | Patrick Deneut         |
| 1986    | Frank Verleyen         | Dirk Clarysse          | Wim Arras              |
| 1987    | Frank Pirard           | Søren Lilholt          | Peter Pieters          |
| 1988    | Erik Breukink          | Johan Capiot           | Werner Devos           |
| 1989    | Frank Pirard           | Jan Bogaert            | Eddy Schurer           |
| 1990    | Luc Govaerts           | Adrie Kools            | Jean-François Brasseur |
| 1991    | Jerry Cooman           | Mario De Clercq        | Danny Neskens          |
| 1992    | Fabrice Naessens       | Patrick Van Roosbroeck | Jan Van Camp           |
| 1993    | Menno Vink             | Rik Coppens            | Wim Omloop             |
| 1994    | Jan Bogaert            | Niko Eeckhout          | Jeroen Blijlevens      |
| 1995    | Hendrik Redant         | Peter De Clercq        | Tom Desmet             |
| 1996    | Michel Vanhaecke       | Ludo Dierckxsens       | Hendrik Van Dyck       |
| 1997    | Wim Omloop             | John Talen             | Peter Spaenhoven       |
| 1998    | Frank Høj              | Wim Omloop             | Koen Beeckman          |
| 1999    | Geert Omloop           | Niko Eeckhout          | Bart Heirewegh         |
| 2000    | Jans Koerts            | Niko Eeckhout          | Karel Vereecke         |
| 2001    | Martin Van Steen       | Wilfried Cretskens     | Franck Pencolé         |
| 2002    | Peter van Agtmaal      | Gert Vanderaerden      | Max Becker             |
| 2003    | Geert Omloop           | Andy Cappelle          | Jehudi Schoonacker     |
| 2004    | Christoph Roodhooft    | Gorik Gardeyn          | Tomas Vaitkus          |
| 2005    | Gorik Gardeyn          | Ludo Dierckxsens       | Michiel Elijzen        |
| 2006    | Niko Eeckhout          | Koen Barbé             | Markus Eichler         |
| 2007    | Niko Eeckhout          | Geert Omloop           | Bobbie Traksel         |
| 2008    | Niko Eeckhout          | Bobbie Traksel         | Klaas Lodewyck         |
| 2009    | Johan Coenen           | Jef Peeters            | Dieter Cappelle        |
| 2010    | Denis Flahaut          | Baptiste Planckaert    | Egidijus Juodvalkis    |
| 2011    | Aidis Kruopis          | Stefan van Dijk        | Timothy Dupont         |
| 2012    | Preben Van Hecke       | Egidijus Juodvalkis    | Gediminas Bagdonas     |
| 2013    | Pieter Jacobs          | Niko Eeckhout          | Sander Armée           |
| 2014    | Danilo Napolitano      | Antoine Demoitié       | Tom Devriendt          |
| 2015    | Geert van der Weijst   | Joeri Stallaert        | Oliver Naesen          |
| 2016    | Preben Van Hecke       | Bert Van Lerberghe     | Kevin Deltombe         |
| 2017    | Wouter Wippert         | Michael Van Staeyen    | Barry Markus           |
| 2018    | Benjamin Verraes       | Dieter Bouvry          | Daan Hoole             |
| 2019    | Alexandar Richardson   | Jacob Hennessy         | Tibo Nevens            |
| 2020-22 | non disputata          | non disputata          | non disputata          |
| 2023    | Samuel Leroux          | Elias Van Breussegem   | Michiel Nuytten        |
| 2024    | Samuel Leroux          | Pierre Barbier         | Rait Ärm               |
| 2025    | Jensen Plowright       | Blake Agnoletto        | Timothy Dupont         |